# Ilpin, Zdolbuniv
Ilpin (în ucraineană Ільпінь) este un sat în comuna Bohdașiv din raionul Zdolbuniv, regiunea Rivne, Ucraina.

## Demografie
Componența lingvistică a localității Ilpin
     Ucraineană (98,73%)
     Rusă (1,27%)
Conform recensământului din 2001, majoritatea populației localității Ilpin era vorbitoare de ucraineană (98,73%), existând în minoritate și vorbitori de rusă (1,27%).